# Kazaki

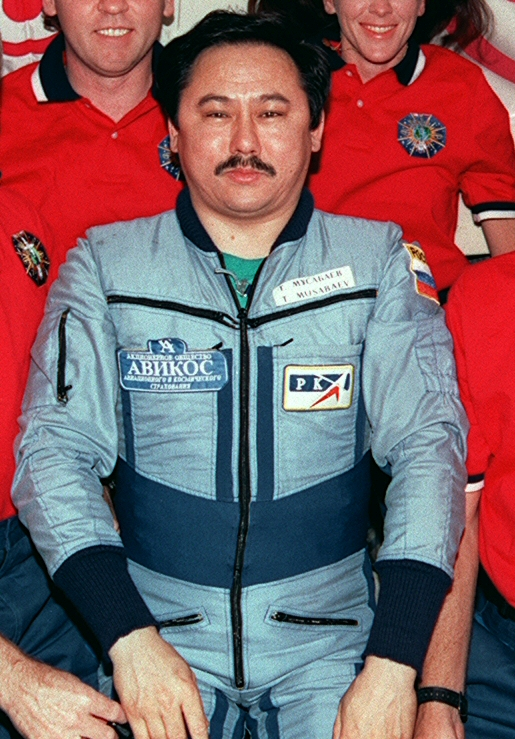
Talğat Amankeldiulı Musabaev (cosmonauta kazako), Kazakistan occidentale

I Kazaki (in kazako қазақ?, qazaq ), o anche Cazachi, Cazaki o Kazachi sono un gruppo etnico di origine mista turca e mongola dell'Asia Centrale (Kazakistan, Uzbekistan, Russia, Cina e Mongolia). I Kazaki, tra l'altro, fanno parte dei 56 gruppi etnici riconosciuti ufficialmente dalla Repubblica popolare cinese.
Sono stati famosi in passato per la loro fierezza ed orgoglio, per le loro doti nell'addestrare e cavalcare i cavalli, nell'addomesticare le aquile e in seguito per la rapida crescita economica dello Stato del Kazakistan.
La parola Kazakh era compresa nel dizionario turco-arabo del XIII secolo. Il significato di questa parola era "indipendente" o "libero", ma anche "nomade". Il vero significato del termine è stato causa di dibattito tra gli storici: alcuni di questi, infatti, affermano che il termine è correlato a "Aq qaz", che significa "oca bianca". Altri dicono che il nome "Kazakh" si riferisce all'addestramento dei cavalli ed è correlato a "Cosacco" (che è originato dalla medesima parola turca).
A livello sociale, l'etnia dei Kazaki si divide in tre Jüz (Жүз) (Unione): Juz Superiori (Ulı jüz) (dulat, alban, suan, kangli, jalair, sirgeli, scianscikli e altri), Juz Medi (Orta jüz) (argin, naiman, kipchak, kerei e altri), e Juz inferiori (Kişi jüz) (adai, alchin, gappas e altri). Ci sono tribù (taypa) e clan (ru) in ogni Juz che hanno discendenza da Alash. Ci sono anche altri tre gruppi al di fuori del sistema Juz: töre (diretti discendenti di Gengis Khan), qoja (discendenti dei guerrieri arabi), e töleñgit (discendenti dei prigionieri Oirati).